# Portamento
Portamento (di voce), wł. przenosząc (głos), skrót używany w partyturach: port. – technika wykonawcza, polegająca na połączeniu odległych dźwięków za pomocą bardzo dyskretnego glissando. Jest to ozdobnik, który właściwie użyty i nienadużywany jest pełnym ekspresji środkiem wykonawczym.
Portamento było używane zwłaszcza w śpiewie (portamento di voce) i naśladowane przez instrumenty smyczkowe i niektóre dęte. Na instrumentach strunowych z gryfem efekt ten uzyskuje się poprzez przesunięcie palcem po strunie na gryfie podczas wydobywania dźwięku; jeżeli gryf posiada progi, struna nie jest do nich dociskana. Portamento jest możliwe do wykonania również na puzonie suwakowym, a także na instrumentach dętych drewnianych, których otwory palcowe nie są zaopatrzone w klapy (barokowe flety, oboje itp.), a w ograniczonym zakresie na instrumentach takich jak np. saksofon lub klarnet,
Portamento było ważnym środkiem wyrazu przez co najmniej trzysta lat (XVII-XIX w.). Schyłek portamento nastąpił po I wojnie światowej, a gwałtowny zanik - po II wojnie światowej. W latach międzywojennych Pablo Casals i jemu współcześni przyczynili się do wyrugowania tej wcześniej popularnej techniki z gry na instrumentach smyczkowych. 
Portamento nie należy mylić z portato, które oznacza technikę artykulacji dźwięku.